# Aplocheilichthys centralis
Aplocheilichthys centralis é uma espécie de peixe da família Poeciliidae.
Pode ser encontrada nos seguintes países: Tanzânia e Uganda.
Os seus habitats naturais são: pântanos, lagos de água doce, marismas de água doce, marismas intermitentes de água doce e deltas interiores.
Está ameaçada por perda de habitat.